# Euskal Herriko Kontseilu Sozialista
El Euskal Herriko Kontseilu Sozialista o EHKS (en español «Consejo Socialista de Euskal Herria») es una organización política comunista española que forma parte del Movimiento Socialista.Ejerce de dirección política, referente y portavoz del conjunto del Movimiento Socialista en el País Vasco.

## Historia

### Antecedentes
En 2018, Ikasle Abertzaleak, hasta entonces sindicato estudiantil de referencia de la izquierda abertzale, rompe con Ernai y el entorno de la izquierda independentista vasca.A lo largo de los siguientes años se forman nuevas organizaciones y herramientas alrededor de la organización estudiantil, como GKS y GEDAR, dando forma a lo que vendría a denominarse Movimiento Socialista del País Vasco.

### Formación del Consejo Socialista de Euskal Herria
El 16 de diciembre de 2023, contando ya con una amplia red de organizaciones, se presenta en el frontón Astelena de Éibar el Consejo Socialista de Euskal Herria, anunciando que actuará como referente y dirección política del conjunto del movimiento. Además, presentan la Nueva Estrategia Socialista, en la que definen la estrategia que guiará al Movimiento Socialista.
El 1 de mayo de 2024, EHKS organizó en Bilbao su primera gran manifestación, congregando a miles de jóvenes. La marcha partió desde el Sagrado Corazón y culminó en la Plaza del Gas, donde se llevó a cabo un breve acto. Este evento tuvo como objetivo impulsar una "nueva fase política" mediante la constitución de un partido comunista con expansión territorial y la creación de instituciones orientadas a los intereses de los trabajadores. En su comunicado, EHKS reivindicó el poder obrero internacional frente a la guerra y la austeridad, y criticó a partidos como el PNV y EH Bildu, calificándolos de "formaciones burguesas". Además, subrayaron la necesidad de construir el poder de la clase trabajadora fuera de las instituciones tradicionales, asumiendo el legado del movimiento obrero revolucionario y abogando por la amnistía de los militantes encarcelados. Durante el acto, los dirigentes de EHKS señalaron que la guerra a gran escala se está convirtiendo en un escenario real para las oligarquías occidentales, mencionando el rearme promovido por la OTAN y la Unión Europea. Criticaron también el incremento del gasto militar durante el gobierno de PSOE y Sumar, y denunciaron el apoyo occidental al Estado de Israel en el conflicto con Palestina.